# Ich (album)
Ich – drugi solowy album niemieckiego rapera Sido. Album uzyskał status złotej płyty już w drugim dniu sprzedaży. Wśród gości pojawili się Alpa Gun, Massiv, Kitty Kat, G-Hot, Fler, Tony D, Peter Fox, B-Tight, Bass Sultan Hengzt. 

## CD 1
1. Intro – 0:37
2. Goldjunge – 4:12
3. Straßenjunge feat. Alpa Gun – 3:54
4. Peilerman & Flow Teil 1 (Skit) – 0:42
5. Schlechtes Vorbild – 3:24
6. Ihr habt uns so gemacht feat. Massiv – 5:16
7. Mach keine Faxen feat. Kitty Kat – 4:07
8. Bergab – 4:44
9. Ein Teil von mir – 3:33
10. Nie wieder feat. G-Hot – 3:46
11. Peilerman & Flow Teil 2 (Skit) – 0:08
12. Ich kiff nicht mehr – 2:16
13. 1000 Fragen – 3:35
14. Ich Hasse Dich|Ich hasse dich – 4:32
15. Peilerman & Flow Teil 3 (Skit) – 0:24
16. GZSZ feat. Fler – 3:41
17. Mein Testament – 4:19
18. Ficken feat. Tony D & Kitty Kat – 4:00
19. Rodeo feat. Peter Fox – 3:14
20. Sarah – 1:56
21. Peilerman & Flow Teil 4 (Skit) – 0:45
22. A.i.d.S. 2007 feat. B-Tight – 2:18

## Premium Edycja CD 2
1. Wir haben noch Zeit feat. B-Tight – 4:58
2. Jeden Tag Wochenende feat. Bass Sultan Hengzt – 4:10
3. Hau ab! – 1:57
4. Ich bin ein Rapper feat. Harris & Alpa Gun – 3:30
5. Get ya Paper feat. Smif-N-Wessun & B-Tight – 4:49
6. Bergab Remix feat. B-Tight, Kitty Kat, Alpa Gun, G-Hot – 5:11
7. Wywiad z Sido (Video)
8. Strassenjunge (Video)
9. Making of „Strassenjunge“ (Video)